# Liste der Lieder von Silbermond
Dies ist die Liste der Lieder der deutschen Pop-Rock-Musikgruppe Silbermond.
Aufgelistet sind alle Lieder der Alben Verschwende deine Zeit (2004), Laut gedacht (2006), Nichts passiert (2009), Himmel auf (2012), Leichtes Gepäck (2015) und Schritte (2019). Des Weiteren befinden sich alle Non Album Tracks und Coverversionen in dieser Liste.
Die Reihenfolge der Titel ist alphabetisch sortiert. Sie gibt Auskunft über die Urheber.

## #
| # | Titel       | Autoren                                   | Album                  | Jahr |
| - | ----------- | ----------------------------------------- | ---------------------- | ---- |
| 1 | 1, 2, 3     | Silbermond, Jörg Weisselberg, Ingo Politz | Verschwende deine Zeit | 2004 |
| 2 | 1000 Fragen | Silbermond, Jörg Weisselberg, Ingo Politz | Verschwende deine Zeit | 2004 |

## A
| # | Titel               | Autoren    | Album                  | Jahr |
| - | ------------------- | ---------- | ---------------------- | ---- |
| 1 | Alles Gute          | Silbermond | Nichts passiert        | 2009 |
| 2 | Allzu menschlich    | Silbermond | Leichtes Gepäck        | 2015 |
| 3 | An dich             | Silbermond | Verschwende deine Zeit | 2004 |
| 4 | Ans Meer            | Silbermond | Himmel auf             | 2012 |
| 5 | A Stückl heile Welt | Silbermond | Verschwende deine Zeit | 2004 |

## B
| # | Titel                                            | Autoren                                           | Album                              | Jahr |
| - | ------------------------------------------------ | ------------------------------------------------- | ---------------------------------- | ---- |
| 1 | B 96 erschien als Single                         | Silbermond                                        | Leichtes Gepäck                    | 2015 |
| 2 | Bis zum Schluss erschien als Single; feat. Curse | Sascha Kraus, Michael Sebastian Kurth, Silbermond | Freiheit                           | 2008 |
| 3 | Bist du dabei                                    | Silbermond                                        | Nichts passiert                    | 2009 |
| 4 | Blaue Augen Cover der Band Ideal                 | Annette Humpe                                     | Come Together – A Tribute to BRAVO | 2006 |
| 5 | Bestes Leben                                     | Silbermond                                        | Schritte                           | 2019 |

## D
| # | Titel                                       | Autoren                                       | Album                  | Jahr |
| - | ------------------------------------------- | --------------------------------------------- | ---------------------- | ---- |
| 1 | Das Beste erschien als Single               | Silbermond                                    | Laut gedacht           | 2006 |
| 2 | Das Ende vom Kreis erschien als Single      | Johannes Stolle, Andreas Nowak, Stefanie Kloß | Laut gedacht           | 2006 |
| 3 | Das Gute gewinnt                            | Silbermond                                    | Himmel auf             | 2012 |
| 4 | Das Leichteste der Welt erschien als Single | Silbermond                                    | Leichtes Gepäck        | 2015 |
| 5 | Die Liebe lässt mich nicht                  | Silbermond                                    | Nichts passiert        | 2009 |
| 6 | Du fehlst hier                              | Silbermond                                    | Himmel auf             | 2012 |
| 7 | Durch die Nacht erschien als Single         | Silbermond                                    | Verschwende deine Zeit | 2004 |
| 8 | Du und ich                                  | Silbermond, Jörg Weisselberg                  | Verschwende deine Zeit | 2004 |

## E
| # | Titel               | Autoren    | Album             | Jahr |
| - | ------------------- | ---------- | ----------------- | ---- |
| 1 | Endlich             | Silbermond | Laut gedacht      | 2006 |
| 2 | Es geht weiter      | Silbermond | Himmel auf        | 2012 |
| 3 | Ein schöner Schluss | Silbermond | Schritte          | 2019 |
| 4 | Ein anderer Sommer  | Silbermond | Schritte Extended | 2020 |

## F
| # | Titel                                                    | Autoren    | Album           | Jahr |
| - | -------------------------------------------------------- | ---------- | --------------- | ---- |
| 1 | Fische im Teich                                          | Silbermond | Leichtes Gepäck | 2015 |
| 2 | Für dich schlägt mein Herz erschien als FdsmH als Single | Silbermond | Himmel auf      | 2012 |
| 3 | Für Amy                                                  | Silbermond | Schritte        | 2019 |

## G
| # | Titel | Autoren    | Album      | Jahr |
| - | ----- | ---------- | ---------- | ---- |
| 1 | Gegen | Silbermond | Himmel auf | 2012 |

## H
| # | Titel                          | Autoren    | Album           | Jahr |
| - | ------------------------------ | ---------- | --------------- | ---- |
| 1 | Heut hab ich Zeit              | Silbermond | Leichtes Gepäck | 2015 |
| 2 | Himmel auf erschien als Single | Silbermond | Himmel auf      | 2012 |
| 3 | Himmel in die Stadt            | Silbermond | Leichtes Gepäck | 2015 |
| 4 | Hand aufs Herz                 | Silbermond | Schritte        | 2019 |

## I
| # | Titel                                   | Autoren                      | Album                  | Jahr |
| - | --------------------------------------- | ---------------------------- | ---------------------- | ---- |
| 1 | Ich bereue nichts erschien als Single   | Silbermond, Alexander Freund | Nichts passiert        | 2009 |
| 2 | Ich wünsch dir was                      | Silbermond                   | Laut gedacht           | 2006 |
| 3 | Immer am Limit                          | Silbermond                   | Verschwende deine Zeit | 2004 |
| 4 | Indigo                                  | Silbermond, Alexander Freund | Leichtes Gepäck        | 2015 |
| 5 | Intro (Die Mutigen) erschien als Single | Silbermond                   | Leichtes Gepäck        | 2015 |
| 6 | In Zeiten wie diesen                    | Silbermond                   | Laut gedacht           | 2006 |
| 7 | Irgendwas bleibt erschien als Single    | Silbermond                   | Nichts passiert        | 2009 |
| 8 | Irgendwo in der Mitte                   | Silbermond                   | Himmel auf             | 2012 |
| 9 | In meiner Erinnerung                    | Silbermond                   | Schritte               | 2019 |

## J
| # | Titel                  | Autoren    | Album      | Jahr |
| - | ---------------------- | ---------- | ---------- | ---- |
| 1 | Ja erschien als Single | Silbermond | Himmel auf | 2012 |

## K
| # | Titel                                  | Autoren    | Album           | Jahr |
| - | -------------------------------------- | ---------- | --------------- | ---- |
| 1 | Kartenhaus                             | Silbermond | Laut gedacht    | 2006 |
| 2 | Keine Angst                            | Silbermond | Nichts passiert | 2009 |
| 3 | Krieger des Lichts erschien als Single | Silbermond | Nichts passiert | 2009 |

## L
| # | Titel                               | Autoren    | Album                  | Jahr |
| - | ----------------------------------- | ---------- | ---------------------- | ---- |
| 1 | Langsam                             | Silbermond | Leichtes Gepäck        | 2015 |
| 2 | Lass mal                            | Silbermond | Leichtes Gepäck        | 2015 |
| 3 | Lebenszeichen                       | Silbermond | Laut gedacht           | 2006 |
| 4 | Leichtes Gepäck erschien als Single | Silbermond | Leichtes Gepäck        | 2015 |
| 5 | Letzte Bahn                         | Silbermond | Verschwende deine Zeit | 2004 |
| 6 | Luftschloss                         | Silbermond | Schritte               | 2019 |

## M
| # | Titel                                 | Autoren                                  | Album                  | Jahr |
| - | ------------------------------------- | ---------------------------------------- | ---------------------- | ---- |
| 1 | Mach’s dir selbst erschien als Single | Bernd Wendlandt, Ingo Politz, Silbermond | Verschwende deine Zeit | 2004 |
| 2 | Meer sein erschien als Single         | Silbermond                               | Laut gedacht           | 2006 |
| 3 | Mein Osten erschien als Single        | Silbermond                               | /                      | 2019 |

## N
| # | Titel              | Autoren                                                 | Album           | Jahr |
| - | ------------------ | ------------------------------------------------------- | --------------- | ---- |
| 1 | Nach Haus          | Silbermond                                              | Nichts passiert | 2009 |
| 2 | Nicht mein Problem | Matthias Arfmann, Jan Eissfeldt, Silbermond, Milan East | Nichts passiert | 2009 |
| 3 | Nichts mehr        | Silbermond                                              | Nichts passiert | 2009 |
| 4 | Nichts passiert    | Silbermond                                              | Nichts passiert | 2009 |
| 5 | Nein danke         | Silbermond                                              | Laut gedacht    | 2006 |

## O
| # | Titel     | Autoren          | Album                  | Jahr |
| - | --------- | ---------------- | ---------------------- | ---- |
| 1 | Ohne dich | Jörg Weisselberg | Verschwende deine Zeit | 2004 |

## P
| # | Titel           | Autoren                      | Album                  | Jahr |
| - | --------------- | ---------------------------- | ---------------------- | ---- |
| 1 | Passend gemacht | Silbermond, Jörg Weisselberg | Verschwende deine Zeit | 2004 |

## S
| # | Titel                         | Autoren    | Album                  | Jahr |
| - | ----------------------------- | ---------- | ---------------------- | ---- |
| 1 | Schick Love                   | Silbermond | Laut gedacht           | 2006 |
| 2 | Sehn wir uns wieder           | Silbermond | Nichts passiert        | 2009 |
| 3 | So wie jetzt                  | Silbermond | Laut gedacht           | 2006 |
| 4 | Symphonie erschien als Single | Silbermond | Verschwende deine Zeit | 2004 |
| 5 | Schritte                      | Silbermond | Schritte               | 2019 |
| 6 | Silbermond                    | Silbermond | Schritte               | 2019 |

## T
| # | Titel                  | Autoren    | Album           | Jahr |
| - | ---------------------- | ---------- | --------------- | ---- |
| 1 | Tanz aus der Reihe     | Silbermond | Nichts passiert | 2009 |
| 2 | Teil von mir           | Silbermond | Himmel auf      | 2012 |
| 3 | Träum ja nur (Hippies) | Silbermond | Schritte        | 2019 |

## U
| # | Titel                         | Autoren    | Album        | Jahr |
| - | ----------------------------- | ---------- | ------------ | ---- |
| 1 | Unendlich erschien als Single | Silbermond | Laut gedacht | 2006 |
| 2 | Unerkannt                     | Silbermond | Laut gedacht | 2006 |
| 3 | Unter der Oberfläche          | Silbermond | Himmel auf   | 2012 |

## V
| # | Titel                  | Autoren    | Album                  | Jahr |
| - | ---------------------- | ---------- | ---------------------- | ---- |
| 1 | Verschwende deine Zeit | Silbermond | Verschwende deine Zeit | 2004 |

## W
| # | Titel            | Autoren                      | Album                  | Jahr |
| - | ---------------- | ---------------------------- | ---------------------- | ---- |
| 1 | Waffen           | Silbermond                   | Himmel auf             | 2012 |
| 2 | Weg für immer    | Silbermond                   | Nichts passiert        | 2009 |
| 3 | Weiße Fahnen     | Silbermond                   | Himmel auf             | 2012 |
| 4 | Wenn die anderen | Silbermond                   | Laut gedacht           | 2006 |
| 5 | Wissen was wird  | Silbermond, Jörg Weisselberg | Verschwende deine Zeit | 2004 |
| 6 | Wofür            | Silbermond                   | Himmel auf             | 2012 |
| 7 | Was Freiheit ist | Silbermond                   | Schritte               | 2019 |

## Z
| # | Titel                                   | Autoren    | Album                       | Jahr |
| - | --------------------------------------- | ---------- | --------------------------- | ---- |
| 1 | Zeit für Optimisten erschien als Single | Silbermond | Verschwende deine Zeit LIVE | 2005 |
| 2 | Zeit zu tanzen                          | Silbermond | Leichtes Gepäck             | 2015 |
| 3 | Zu weit                                 | Silbermond | Laut gedacht                | 2006 |